# Craig of the Creek
Craig of the Creek ist eine US-amerikanische Zeichentrickserie, die seit dem Jahr 2018 von den Cartoon Network Studios produziert wird.

## Produktion und Veröffentlichung
Matt Burnett und Ben Levin, ehemalige Drehbuchautoren von Steven Universe, begannen 2017 mit der Produktion der Serie. Regie führte Stu Livingston und die Musik komponierte Jeff Rosenstock. Die künstlerische Leitung lag bei Martin Ansolabehere.
Die Pilotfolge lief am 1. Dezember 2017. Die offizielle Premiere der Serie fand am 30. März 2018 auf Cartoon Network statt. Am 15. August 2018 wurde vom Twitter-Account des Cartoon Networks angekündigt, dass die Serie eine zweite Staffel erhält, die 2019 erstmals ausgestrahlt wird.
In Deutschland wird die Serie seit dem 15. Oktober 2018 von Cartoon Network gezeigt. Am 3. Mai 2018 feierte die Serie bereits ihr Debüt in Kanada. Die Serie wurde am 3. August 2018 in Australien vorgestellt. Die Synchronisation der Serie fand bei der SDI Media Germany nach Dialogbüchern von Luisa Buresch unter der Dialogregie von Ina Kämpfe und Christian Zeiger statt. In Großbritannien wurde die Serie am 1. Oktober 2018 uraufgeführt.

## Handlung
In der fiktiven Stadt Herkleton in der Nähe von Baltimore (Maryland), erleben der neunjährige Craig Williams und seine besten Freunde Kelsey Pokoly und John Paul „J.P.“ tägliche Abenteuer an ihrem Lieblingsort, dem Wald. Dies ist der überwiegende Schauplatz der Episoden. Die Geschichten konzentrieren sich hauptsächlich auf die Erlebnisse und Erfahrungswelt der Kinder mit teilweiser Einbeziehung des familiären Umfelds.

## Figuren
| Figur            | Originalsprecher                               | Deutscher Sprecher |
| ---------------- | ---------------------------------------------- | ------------------ |
| Craig Williams   | Philip Solomon                                 | Philip Süß         |
| Kelsey Bern      | Georgie Kidder (Ep. 1–3) Noël Wells (ab Ep. 4) | Mia Diekow         |
| J.P. Mercer      | H. Michael Croner                              | Max Felder         |
| Bernard Williams | Phil LaMarr                                    | Amadeus Strobl     |
| Jessica Williams | Dharma Brown (Pilot) Lucia Cunningham          |                    |
| Duane Williams   | Terry Crews                                    | Thomas Schmuckert  |
| Nicole Williams  | Kimberly Hebert Gregory                        |                    |
| Mackenzie        | Lauren Lapkus                                  | Peggy Pollow       |
| Big Red          | Dana Davis                                     | Peggy Pollow       |
| Carter Brown     | Zeno Robinson                                  | Kaze Uzumaki       |
| Toman            | Kaeden Hall                                    | Kaze Uzumaki       |
| Eliza            |                                                | Josefin Hagen      |
| Jerry            |                                                | Nico Wiek          |
| Wren             | Ashleigh Crystal Hairston                      | Cornelia Waibel    |
| Shawn            | Michael Croner                                 | Michael Ernst      |
| Lou              |                                                | Ronja Peters       |

### Hauptfiguren
Craig WilliamsDer 9-jährige Junge nimmt gerne die Position des Anführers und Helfers ein. Als Markenzeichen trägt er einen selbstgemachten Stab und eine Tasche bei sich. Er ist begabt für Mathematik und erweitert als Kartograph die Karte des Flusses.
Kelsey BernDas rothaarige, 8-jährige Mädchen zählt zu Craigs Freunden. Sie trägt stets einen lilafarbenen Umhang und hat einen Haustiersittich (den sie als Falken bezeichnet) namens Mortimer, der normalerweise auf dem Kopf sitzt. Sie trägt typischerweise ein selbstgemachtes PVC-Rohrschwert. Sie ist abenteuerlustig, liebt Bücher und neigt dazu, übermäßig dramatisch zu sein. Sie lebt bei ihrem alleinerziehenden, verwitweten Vater. In Doorway to Helen wird enthüllt, dass Kelsey Jüdin ist.
John Paul „J.P.“ MercerCraigs Freund ist ein großer, 13-jähriger Junge mit Südstaatenakzent. Er trägt ein überdimensionales rotes Hockeytrikot. Er ist nicht sehr klug, aber fantasiebegabt und allseits freundlich. Er neigt dazu, sich sehr schmutzig zu machen und sich zu verletzen. Die Abkürzung J. P. steht auch für Johannes Paulus, wie in Fangen offenbart wird. In Die Unterführung wird deutlich, dass Craig, Kelsey und J. P. sich in einem früheren Abenteuer begegnet sind.

### Nebenfiguren
Die wichtigsten Nebenfiguren sind:
Bernard WilliamsCraigs kluger, etwas versnobbter 15 Jahre alter großer Bruder sieht auf Craig und seine Abenteuer am Bach herab. Er ist besessen davon, gute Noten zu bekommen und in ein Ivy League College zu gehen. Trotz seiner fleißigen Natur zeigt Bernard auch eine lustige Seite. Er spielt Duell der Biester und möchte es seinen Freunden beibringen. Er hat eine Freundin namens Alexis.
Jessica WilliamsCraigs jüngere, etwa 6 Jahre alte Schwester, die gern alles im Griff behält, indem sie ihre Handlungen laut beschreibt. Sie ist für ihr Alter sehr klug und zeigt bereits Interesse an der Börse.
Duane WilliamsCraigs verständnisvoller Vater arbeitet als Personal-Trainer. Er spielt manchmal Retro-Videospiele mit Craig und liebt schlechte Witze.
Nicole WilliamsCraigs liebevolle Mutter ist Beratungslehrerin. Sie kümmert sich sehr um ihre Kinder und unterstützt Craig stets.
Staxist eine Freundin von Kelsey und in der Bücherei anzutreffen. Stax ist 8 Jahre alt und schreibt im Tausch gegen Süßigkeiten Referate für andere Kinder.
Vanessa „Wildernessa“ist eine Freundin von Kelsey. Sie liebt Tiere, ist 9 Jahre alt und ihr bester Freund ist die Tibet-Dogge Cheesesticks, auf welcher sie reitet. Wildernessa gibt zu, dass sie Craig mag.
Tottist 6 Jahre alt und Teil der 10er-Bande. Er fährt noch mit Stützräder und ist etwas tollpatschig.
Kanonen Kugelist Teil der 10er-Bande und Craigs Freund. Kanonen Kugel ist ungefähr 9 Jahre alt.

## Episoden

### Staffel 1
| Nr. (ges.) | Nr. (St.) | Deutscher Titel                 | Originaltitel                     | Erstausstrahlung USA | Deutschsprachige Erstausstrahlung (D) | Drehbuch                               |
| --- | --------- | ------------------------------- | --------------------------------- | -------------------- | ------------------------------------- | -------------------------------------- |
| 1 | 1         | Das Giftefeuwäldchen            | Itch to Explore                   | 30. März 2018        | 15. Okt. 2018                         | Madeline Queripel                      |
| Craig und seine Freunde durchqueren einen Wald aus Giftefeu, um einen nicht aufgezeichneten Teil der Karte zu erkunden.                                                                                  |           |                                 |                                   |                      |                                       |                                        |
| 2 | 2         | Fangen                          | You're It                         | 30. März 2018        | 15. Okt. 2018                         | Matt Burnett und Ben Levin             |
| Kelsey ist im Fluss isoliert, nachdem er im Spot-Spiel berührt wurde. Craig und J.P. suchen nach einer Lösung, damit Kelsey wieder ein normales Mädchen im Fluss sein kann.                              |           |                                 |                                   |                      |                                       |                                        |
| 3 | 3         | Mit Jessica im Wald             | Jessica Goes to the Creek         | 31. März 2018        | 16. Okt. 2018                         | Tiffany Ford und Michelle Xin          |
| Jessica und Craig vergessen ihre Schlüssel und kommen nicht ins Haus, also muss Craig seine kleine Schwester Jessica zum Fluss bringen.                                                                  |           |                                 |                                   |                      |                                       |                                        |
| 4 | 4         | Das letzte Buch                 | The Final Book                    | 31. März 2018        | 17. Okt. 2018                         | Carmen Liang und Charmaine Verhagen    |
| Craig und J.P. helfen Kelsey, die neueste Folge ihrer Lieblingsbuchreihe zu finden. |           |                                 |                                   |                      |                                       |                                        |
| 5 | 5         | Gesammelte Schätze              | Too Many Treasures                | 31. März 2018        | 18. Okt. 2018                         | Katie Aldworth und Jason Dwyer         |
| Die Riemenscheibe, um in den unterirdischen Kofferraum seiner Freunde zu gelangen, bricht, so dass das Trio zum nahegelegenen Schrottplatz geht, um nach Ersatzteilen zu suchen.                         |           |                                 |                                   |                      |                                       |                                        |
| 6 | 6         | Freiheit für de Tiere           | Wildernessa                       | 2. Apr. 2018         | 19. Okt. 2018                         | Dashawn Mahone und Najja Porter        |
| Kelsey trifft ein kleines Mädchen am Fluss, das sie dazu inspiriert, sich um Tiere und die Natur zu kümmern.                                                                                             |           |                                 |                                   |                      |                                       |                                        |
| 7 | 7         | Der Sonntagsanzug               | Sunday Clothes                    | 6. Apr. 2018         | 23. Okt. 2018                         | Deena Beck und Angel Lorenzana         |
| J.P. hat all seine Kleidung schmutzig gemacht und ist gezwungen, seinen eleganten Sonntagsanzug zu tragen. Das bedeutet jedoch, dass J.P. sehr vorsichtig sein muss, um den Anzug nicht zu verschmutzen. |           |                                 |                                   |                      |                                       |                                        |
| 8 | 8         | Zuhause gefangen                | Escape from Family Dinner         | 9. Apr. 2018         | 22. Okt. 2018                         | Tiffany Ford und Michael Yates         |
| Craig versucht, von einem Familienessen zu fliehen, um an einem Wasserballon-Kampf auf dem Fluss teilzunehmen.                                                                                           |           |                                 |                                   |                      |                                       |                                        |
| 9 | 9         | Das Monster im Garten           | Monster in the Garden             | 13. Apr. 2018        | 25. Okt. 2018                         | Lamar Abrams und Jeff Liu              |
| Craig hilft seinem Großvater, seinen Garten vor einem sogenannten „Monster“ zu schützen, das nachts sein Gemüse isst.                                                                                    |           |                                 |                                   |                      |                                       |                                        |
| 10 | 10        | Der Fluch                       | The Curse                         | 16. Apr. 2018        | 24. Okt. 2018                         | Charmaine Verhagen und Amber Cragg     |
| Craig, Kelsey und J.P. glauben, dass sie von „Hexen“ im Fluss verflucht wurden, aber sie sind nur jugendliche Gothics.                                                                                   |           |                                 |                                   |                      |                                       |                                        |
| 11 | 11        | Das Hunde-Orakel                | Dog Decider                       | 20. Apr. 2018        | 26. Okt. 2018                         | Deena Beck und Angel Lorenzana         |
| Craig fällt es schwer, sich zu entscheiden, bis er auf Kinder trifft, die in einem Kult einen Hund namens Fred alle seine Entscheidungen treffen lassen.                                                 |           |                                 |                                   |                      |                                       |                                        |
| 12 | 12        | Duell der Biester               | Bring out your Beast              | 23. Apr. 2018        | 29. Okt. 2018                         | Jason Dwyer und Tiffany Ford           |
| Craig stiehlt Bernards altes Kartenspiel „Duell der Biester“, um an einem Turnier auf dem Fluss teilzunehmen.                                                                                            |           |                                 |                                   |                      |                                       |                                        |
| 13 | 13        | Verschollen in der Kanalisation | Lost in the Sewers                | 27. Apr. 2018        | 30. Okt. 2018                         | Jon Feria und Mark Galez               |
| Craig hilft einem Mädchen, das in der Kanalisation lebt, eine Karte zu zeichnen. |           |                                 |                                   |                      |                                       |                                        |
| 14 | 14        | Craig in der Stadt aus Pappe    | The Future is Cardboard           | 30. Apr. 2018        | 31. Okt. 2018                         | Dashawn Mahone und Najja Porter        |
| Craig entdeckt einen Jungen, der Skulpturen aus Karton herstellt und seine Villa aus Karton erkundet. |           |                                 |                                   |                      |                                       |                                        |
| 15 | 15        | Der Zikadenschwarm              | The Brood                         | 7. Mai 2018          | 1. Nov. 2018                          | Kris Mukai und Charmaine Verhagen      |
| Craig, Kelsey und J.P. schließen sich in ihrem unterirdischen Kofferraum ein, um sich vor der Invasion der Zikaden zu schützen.                                                                          |           |                                 |                                   |                      |                                       |                                        |
| 16 | 16        | Die Unterführung                | Under the Overpass                | 9. Juli 2018         | 7. Nov. 2018                          | Dashawn Mahone und Najja Porter        |
| Craig, Kelsey und J.P. gehen mit Kit, dem Mädchen im Handelsbaum, auf die Suche nach Geißblattgewächsen auf der anderen Seite des Flusses.                                                               |           |                                 |                                   |                      |                                       |                                        |
| 17 | 17        | Die Teetrinker                  | The Invitation                    | 9. Juli 2018         | 2. Nov. 2018                          | Deena Beck und Angel Lorenzana         |
| Craig und seine Freunde sind zusammen mit anderen Kindern vom Fluss zu einer Teeparty eingeladen. Es kann jedoch eine Falle geben.                                                                       |           |                                 |                                   |                      |                                       |                                        |
| 18 | 18        | Craigs Lied                     | Vulture's Nest                    | 9. Juli 2018         | 8. Nov. 2018                          | Tiffany Ford und Jason Dwyer           |
| Craig und seine Freunde helfen Teenagern bei einem Konzert auf dem Fluss. |           |                                 |                                   |                      |                                       |                                        |
| 19 | 19        | Ein würdiger Gegner für Kelsey  | Kelsey Quest                      | 9. Juli 2018         | 5. Nov. 2018                          | Katie Aldworth und Niki Yang           |
| Kelsey muss sich auf eine Schlacht mit einem Flussjungen vorbereiten, der Marks Schwert gestohlen hat.                                                                                                   |           |                                 |                                   |                      |                                       |                                        |
| 20 | 20        | JP wird ein Pferd               | JPony                             | 9. Juli 2018         | 6. Nov. 2018                          | Angel Lorenzana und Charmaine Verhagen |
| J.P. schließt sich der Gruppe der Pferdemädchen an, nachdem ein Mädchen, das in J.P. verliebt war, ihn versehentlich eingeladen hatte.                                                                   |           |                                 |                                   |                      |                                       |                                        |
| 21 | 21        | –                               | Ace of Squares                    | 27. Aug. 2018        | –                                     | Dashawn Mahone und Najja Porter        |
| Craig versucht, den besten Spieler in einem Ballspiel zu schlagen, da die Flusskinder ihre absurden Regeln satthaben.                                                                                    |           |                                 |                                   |                      |                                       |                                        |
| 22 | 22        | –                               | Doorway to Helen                  | 28. Aug. 2018        | –                                     | Deena Beck und Angel Lorenzana         |
| Craig versucht, ein Mädchen zu treffen, das angeblich in einer anderen Dimension lebt. |           |                                 |                                   |                      |                                       |                                        |
| 23 | 23        | –                               | The Last Kid in the Creek         | 29. Aug. 2018        | –                                     | Jason Dwyer und Tiffany Ford           |
| Seltsamerweise gibt es keine Kinder mehr im Fluss, außer Craig... |           |                                 |                                   |                      |                                       |                                        |
| 24 | 24        | –                               | The Climb                         | 30. Aug. 2018        | –                                     | Katie Aldworth und Malcolm Pryor       |
| Als Craig versucht, den gesamten Fluss von oben zu filmen, bleibt der Ballonkorb mit seinem Handy im höchsten Baum stecken.                                                                              |           |                                 |                                   |                      |                                       |                                        |
| 25 | 25        | –                               | Big Pinchy                        | 31. Aug. 2018        | –                                     | Charmaine Verhagen und Niki Yang       |
| J.P. und seine Freunde gehen auf die Suche nach einer riesigen Krabbe, die J.P. gesehen haben will. |           |                                 |                                   |                      |                                       |                                        |
| 26 | 26        | –                               | The Kid from 3030                 | 1. Okt. 2018         | –                                     | Dashawn Mahone und Najja Porter        |
| Craig, Kelsey und J.P. finden ein Kind aus der Zukunft und versuchen ihm zu helfen, in seine Zeit zurückzukehren.                                                                                        |           |                                 |                                   |                      |                                       |                                        |
| 27 | 27        | –                               | Power Punchers                    | 2. Okt. 2018         | –                                     | Jason Dwyer und Tiffany Ford           |
| Craig muss sehr hart trainieren, um seinen Vater in einem Videospiel-Kampf zu schlagen. |           |                                 |                                   |                      |                                       |                                        |
| 28 | 28        | –                               | Creek Cart Racers                 | 3. Okt. 2018         | –                                     | Deena Beck und Angel Lorenzana         |
| Mehrere Flusskinder machen einen Ausflug. |           |                                 |                                   |                      |                                       |                                        |
| 29 | 29        | –                               | Secret Book Club                  | 4. Okt. 2018         | –                                     | Katie Aldworth und Aleth Romanillos    |
| Kelsey und ihre Bibliotheksfreundin Stacks gründen einen geheimen Buchclub, um Craig und J.P. das Lesen vorzustellen.                                                                                    |           |                                 |                                   |                      |                                       |                                        |
| 30 | 30        | –                               | Jextra Perrestrial                | 5. Nov. 2018         | –                                     | Charmaine Verhagen und Niki Yang       |
| Nach einem Unfall und ohne Schmerzen glaubt J.P., dass er von einem anderen Planeten kommt. |           |                                 |                                   |                      |                                       |                                        |
| 31 | 31        | –                               | The Takeout Mission               | 6. Nov. 2018         | –                                     | Dashawn Mahone und Najja Porter        |
| In einer regnerischen Nacht ist die Lieferung von einem thailändischen Restaurant nicht möglich und Kelsey, Craig und J.P. müssen zum Restaurant gehen, um das Essen zu holen.                           |           |                                 |                                   |                      |                                       |                                        |
| 32 | 32        | –                               | Dinner at the Creek               | 7. Nov. 2018         | –                                     | Deena Beck und Angel Lorenzana         |
| Craig erfährt, dass seine Eltern nachts nicht da sein werden und Bernard mit seiner Freundin zusammen Abendessen machen wird. Um dies zu vermeiden, schlägt Craig vor, am Fluss zu speisen.              |           |                                 |                                   |                      |                                       |                                        |
| 33 | 33        | –                               | Jessica's Trail                   | 8. Nov. 2018         | –                                     | Jason Dwyer und Tiffany Ford           |
| Während ihre Mutter sich die Haare schneidet, verirrt sich Jessica in einem unbekannten Teil des Flusses und Craig muss sie retten.                                                                      |           |                                 |                                   |                      |                                       |                                        |
| 34 | 34        | –                               | Bug City                          | 28. Jan. 2019        | –                                     | Katie Aldworth und Drew Green          |
| Craig und seine Freunde entdecken viele Käfer und beschließen, ihnen ein Zuhause zu geben. |           |                                 |                                   |                      |                                       |                                        |
| 35 | 35        | –                               | Deep Creek Salvage                | 4. Feb. 2019         | –                                     | Dashawn Mahone und Najja Porter        |
| Das Trio meint, sie hätten einen Goldbarren gefunden. |           |                                 |                                   |                      |                                       |                                        |
| 36 | 36        | –                               | The Shortcut                      | 11. Feb. 2019        | –                                     | Charmaine Verhagen und Niki Yang       |
| Bei einer Hitzewelle schmilzt das Stieleis im Handelsbaum und Craig und Kit müssen neues Eis besorgen, so dass Kelsey und J.P. die Verantwortung für den Handelsbaum tragen.                             |           |                                 |                                   |                      |                                       |                                        |
| 37 | 37        | –                               | Dibs Court                        | 18. Feb. 2019        | –                                     | Jason Dwyer und Tiffany Ford           |
| Craig, Kelsey und J.P. müssen sich um ein Kind kümmern, das den unterirdischen Kofferraum beansprucht.                                                                                                   |           |                                 |                                   |                      |                                       |                                        |
| 38 | 38        | –                               | The Great Fossil Rush             | 25. Feb. 2019        | –                                     | Deena Beck und Angel Lorenzana         |
| J.P. findet ein Fossil im Fluss und Jason gräbt zu viel, um mehr davon zu finden, aber das ist letztendlich ein Problem.                                                                                 |           |                                 |                                   |                      |                                       |                                        |
| 39 | 39        | –                               | The Mystery of the Timekeeper     | 4. März 2019         | –                                     | Jason Dwyer und Tiffany Ford           |
| Das Mädchen, das alle Kinder warnt, nach Hause zu gehen, verschwindet. |           |                                 |                                   |                      |                                       |                                        |
| 40 | 40        | –                               | Alone Quest                       | 11. März 2019        | –                                     | Katie Aldworth und Drew Green          |
| Craig und J.P. haben einen Notfall, um ein Badezimmer in der Nähe zu finden, aber sie treffen auf alle möglichen Hindernisse auf dem Weg dorthin.                                                        |           |                                 |                                   |                      |                                       |                                        |
| 41 | 41        | –                               | Memories of Bobby                 | 18. März 2019        | –                                     | Charmaine Verhagen und Niki Yang       |
| Bobby verlässt den Fluss und Craig, Kelsey und J.P. bedauern, nicht mehr Zeit mit ihm verbracht zu haben.                                                                                                |           |                                 |                                   |                      |                                       |                                        |
| 42 | 42        | –                               | Jacob of the Creek                | 18. März 2019        | –                                     | Dashawn Mahone und Najja Porter        |
| Craig bekommt versehentlich einen schrecklichen Haarschnitt, aber jeder im Fluss beginnt ihn besser zu behandeln und Craig verwandelt sich.                                                              |           |                                 |                                   |                      |                                       |                                        |
| 43 | 43        | –                               | Return of the Honeysuckle Rangers | 25. März 2019        | –                                     | Deena Beck und Angel Lorenzana         |
| Kinder auf der anderen Seite des Flusses kehren auf die andere Seite zu Craig und seinen Freunden zurück, um vergangene Probleme zu lösen.                                                               |           |                                 |                                   |                      |                                       |                                        |
| 44 | 44        | –                               | Kelsey the Elder                  | 1. Apr. 2019         | –                                     | Katie Aldworth und Ashley Tahilan      |
| Die Dinge nehmen eine unerwartete Wendung, als Kelsey sich den „Ältesten des Flusses“ anschließt und Barry sich mit Craig und J.P. anfreundet.                                                           |           |                                 |                                   |                      |                                       |                                        |
| 45 | 45        | –                               | Sour Candy Trials                 | 1. Apr. 2019         | –                                     | Dashawn Mahone und Najja Porter        |
| Craig beschließt, eine Herausforderung anzunehmen und zu versuchen, den Rekord zu brechen. |           |                                 |                                   |                      |                                       |                                        |
| 46 | 46        | –                               | Fort Williams                     | 11. Mai 2019         | –                                     | –                                      |
| Als Craig nicht zum Fluss gehen kann, beschließen er und seine Mutter, die größte Deckenburg der Welt zu bauen.                                                                                          |           |                                 |                                   |                      |                                       |                                        |